# Гюшан (кантон Арро)
Гюша́н (фр. Guchen, окс. Gushen) — коммуна во Франции, находится в регионе Юг — Пиренеи. Департамент — Верхние Пиренеи. Входит в состав кантона Арро. Округ коммуны — Баньер-де-Бигор.
Код INSEE коммуны — 65212.

## География

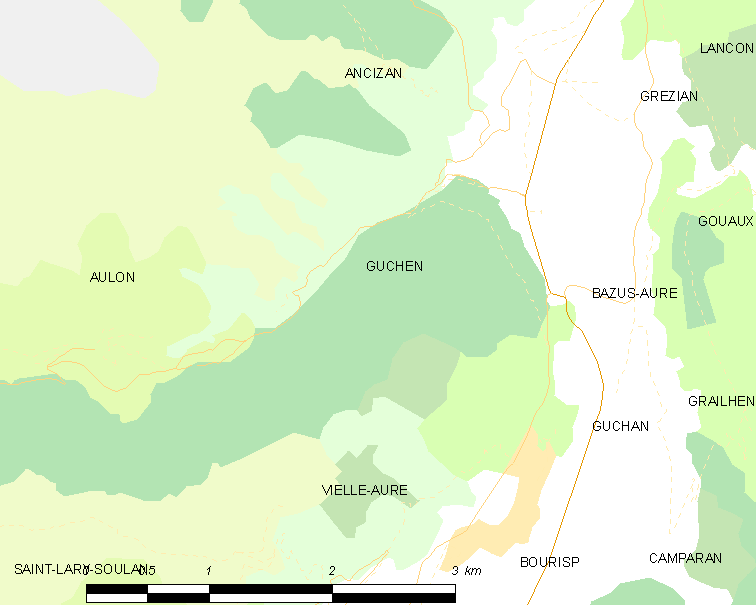
Карта коммуны

Коммуна расположена приблизительно в 690 км к югу от Парижа, в 125 км юго-западнее Тулузы, в 50 км к юго-востоку от Тарба.
На северо-востоке коммуны протекает река Нест.

## Климат
Климат умеренно-океанический с солнечной тёплой погодой и обильными осадками на протяжении практически всего года.

## Население
Население коммуны на 2010 год составляло 376 человек.
| 1962 | 1968 | 1975 | 1982 | 1990 | 1999 | 2010 |
| ---- | ---- | ---- | ---- | ---- | ---- | ---- |
| 267  | 280  | 256  | 300  | 335  | 358  | 376  |

## Администрация
| Период | Период | Фамилия       | Партия | Примечания |
| ------ | ------ | ------------- | ------ | ---------- |
| 1995   | 2008   | Алис Радонд   |        |            |
| 2008   | 2014   | Мишель Фор    |        |            |
| 2014   | 2020   | Ален Дюбернар |        |            |

## Экономика
В 2010 году среди 208 человек трудоспособного возраста (15-64 лет) 164 были экономически активными, 44 — неактивными (показатель активности — 78,8 %, в 1999 году было 77,8 %). Из 164 активных жителей работали 155 человек (83 мужчины и 72 женщины), безработных было 9 (5 мужчин и 4 женщины). Среди 44 неактивных 12 человек были учениками или студентами, 20 — пенсионерами, 12 были неактивными по другим причинам.

## Достопримечательности
- Церковь Свв. Брикция и Екатерины (XIV век). Исторический памятник с 1989 года[4]
- Часовня Нотр-Дам (реконструирована в XX веке)
- Часовня Св. Иоанна Крестителя (XX век)
- Замок Роллан

## Фотогалерея

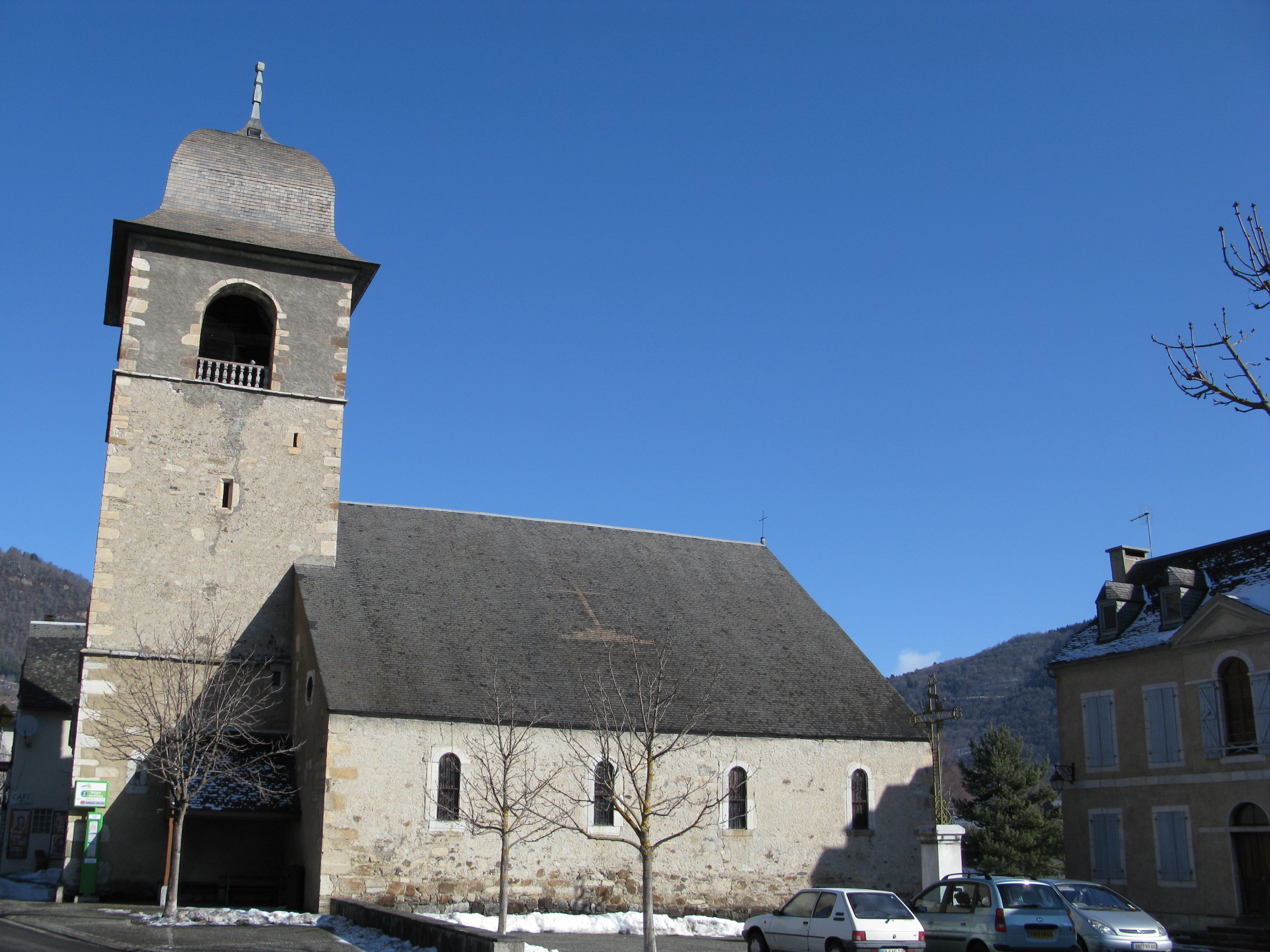
Церковь Свв. Брикция и Екатерины
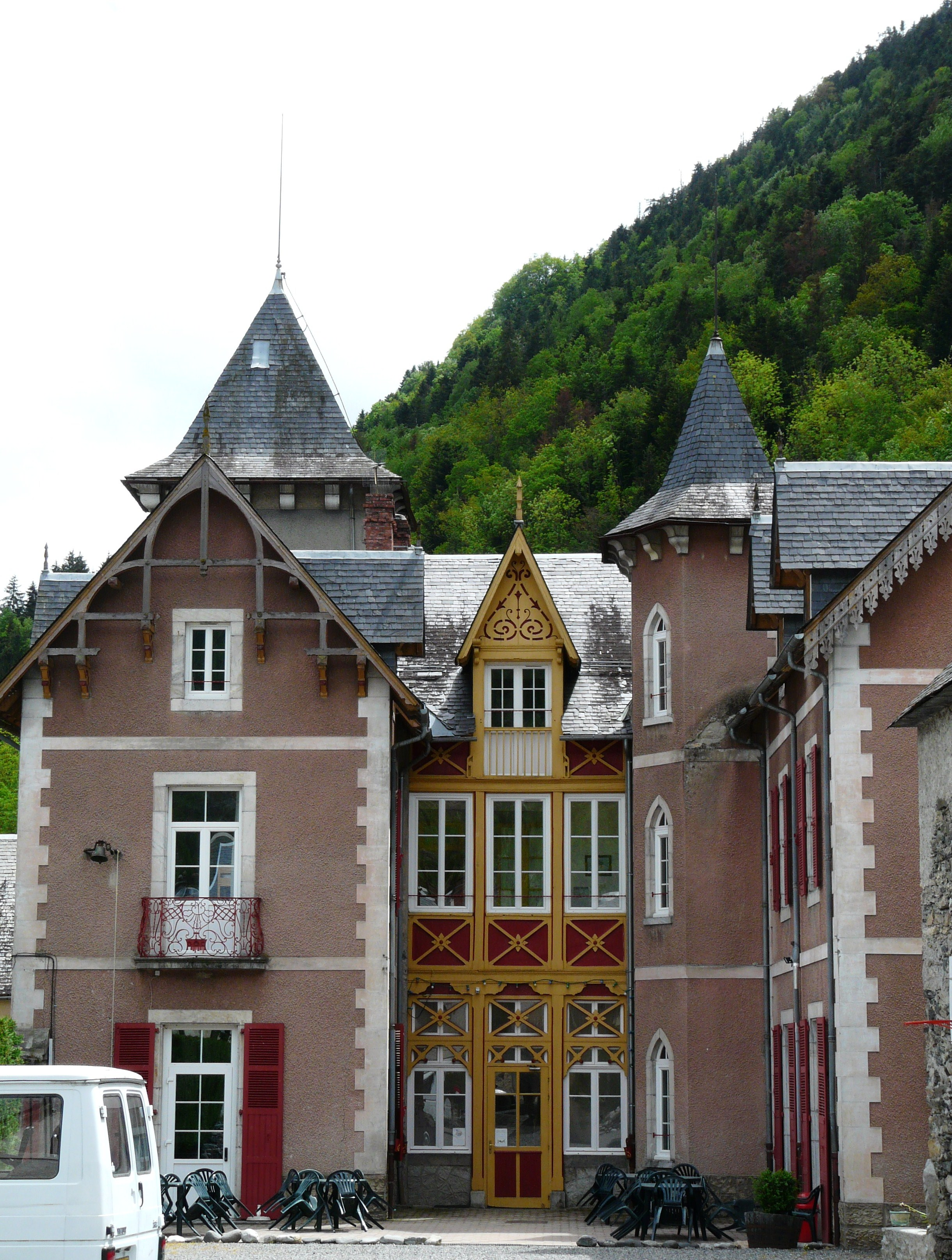
Замок Роллан
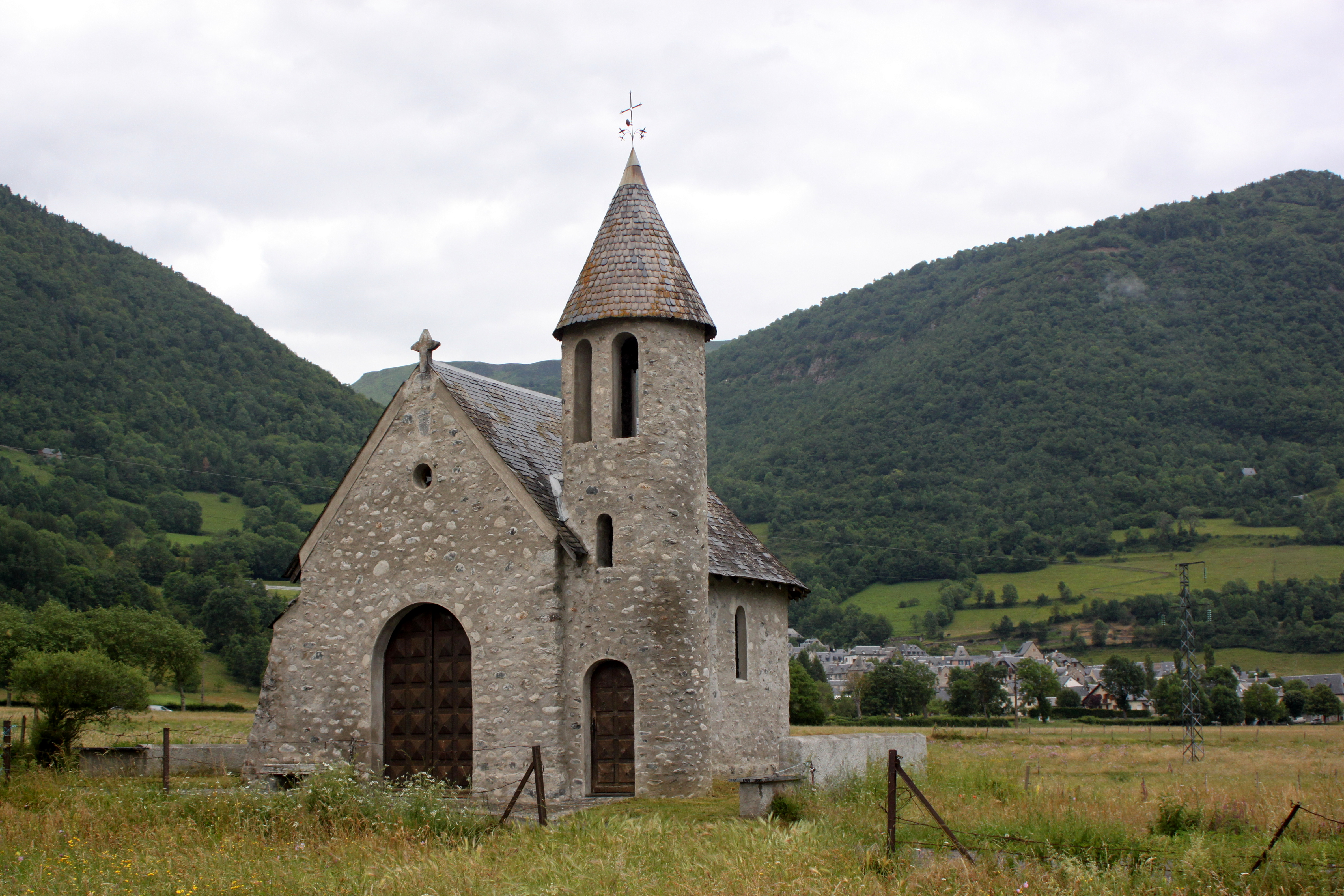
Часовня Нотр-Дам
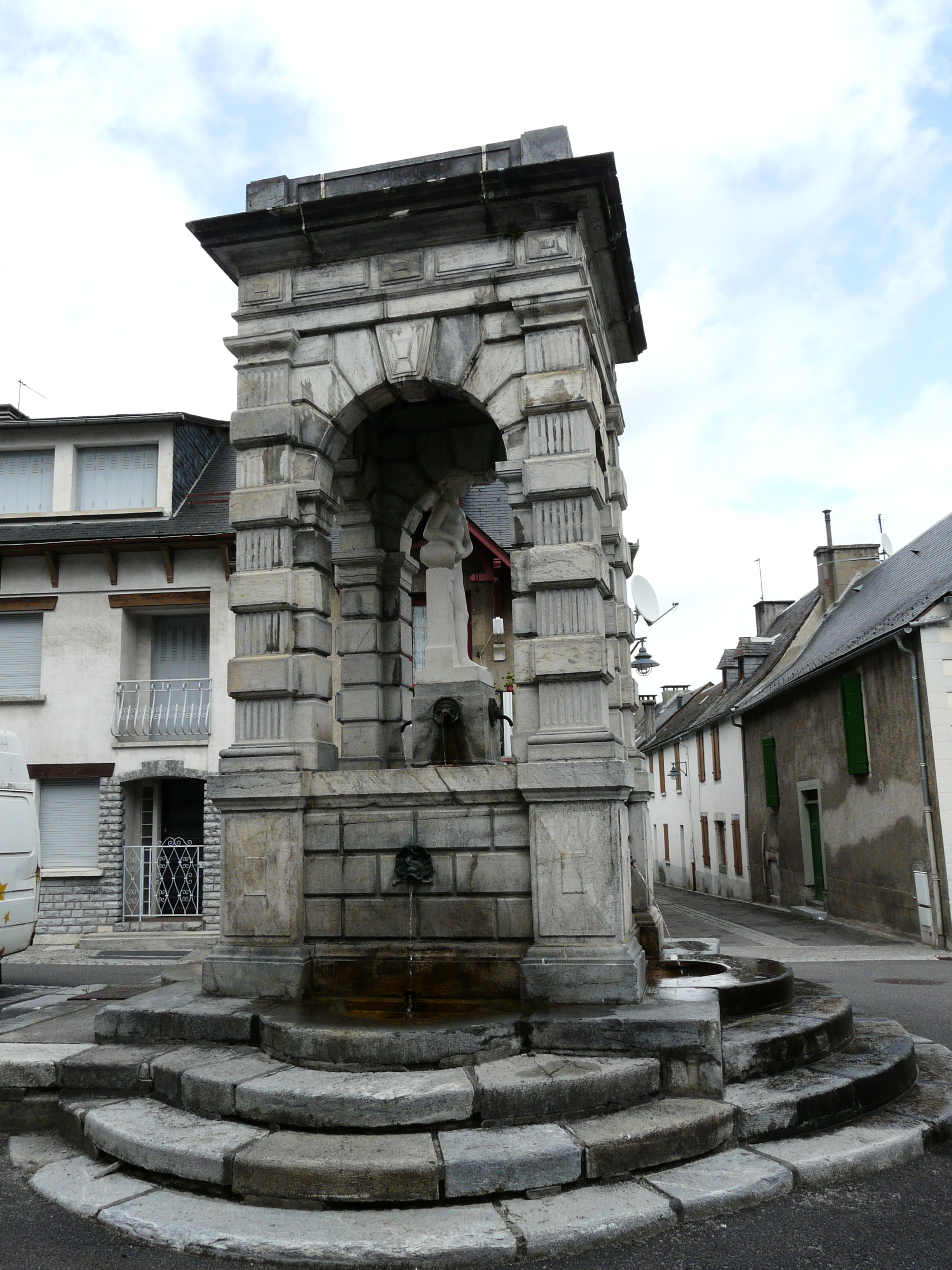
Фонтан
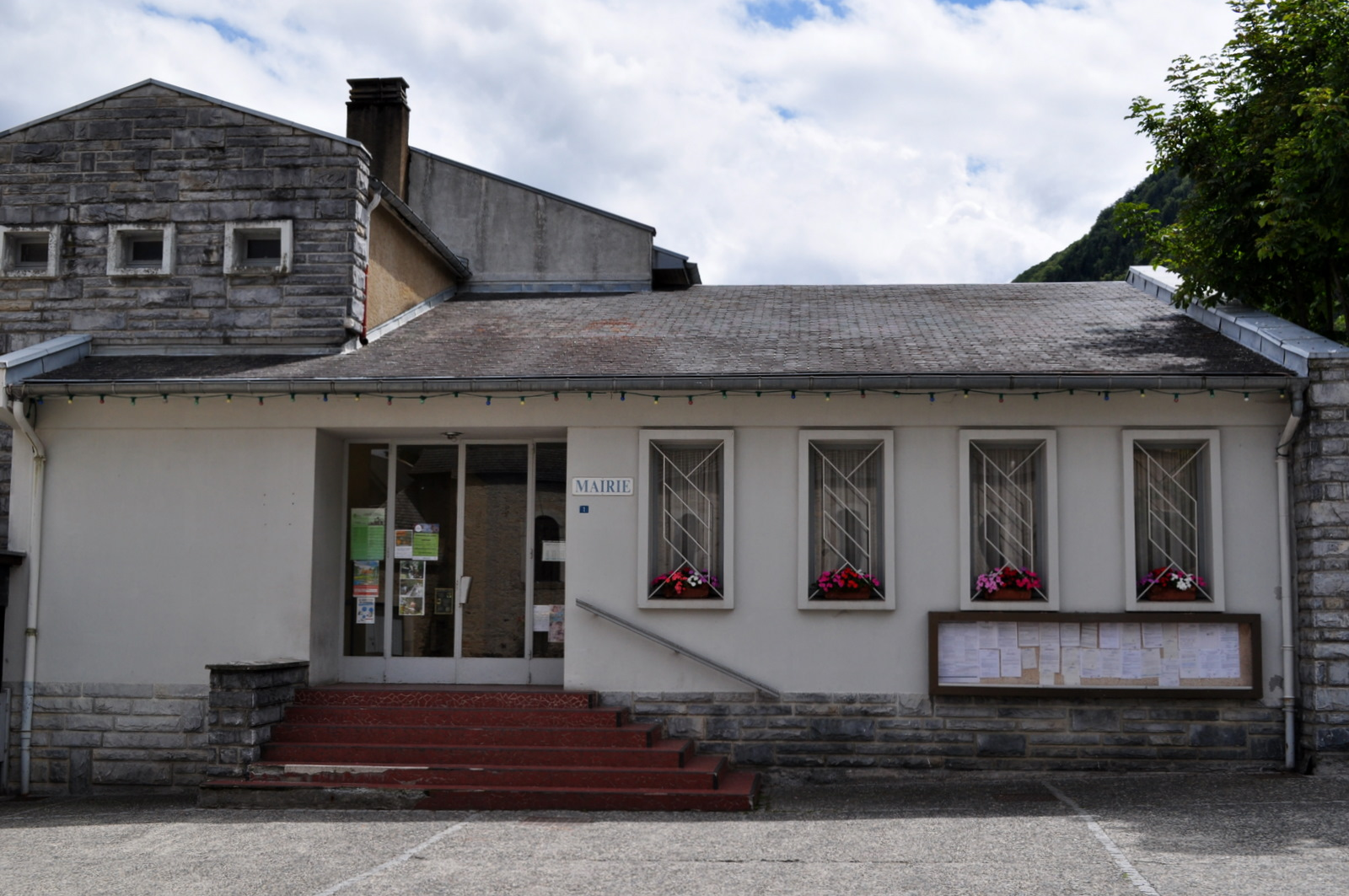
Мэрия